# Ойодо (крейсер)

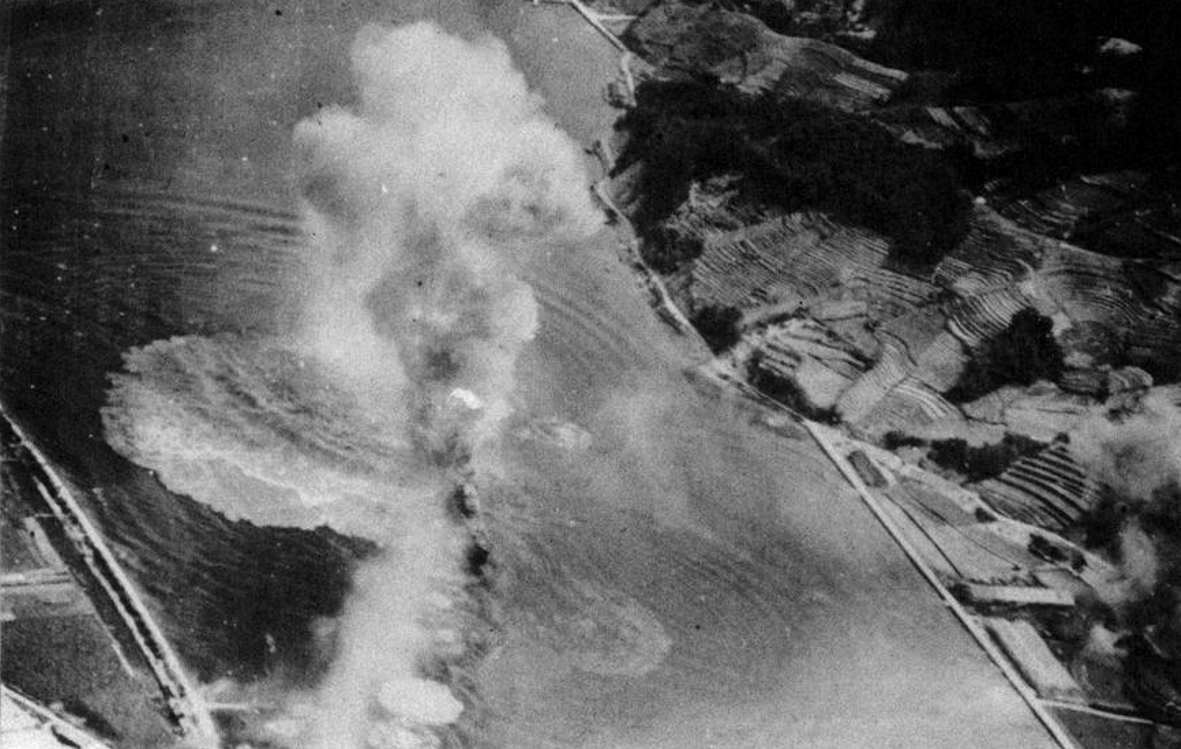
«Ойодо» під атакою авіації у Куре

Ойодо (Oyodo, яп. 大淀) — легкий крейсер Імперського флоту Японії, який взяв участь у Другій світовій війні.
Корабель, який став першим і єдиним представником крейсерів типу «Ойодо», спорудили у 1943 році на корабельні ВМФ у Куре.
По завершенні будівництва Ойодо провів кілька місяців за навчаннями у водах Японії. У травні 1943-го американці висадились на острові Атту (Алеутський архіпелаг) і японське командування почало збирати потужне угруповання для протидії. Ойодо теж включили до нього, проте спротив гарнізону Атту припинився й операцію скасували.
9 липня 1943-го Ойодо разом зі ще одним легким крейсером та 6 есмінцями розпочав ескортування великого загону (3 авіаносці, 1 ескортний авіаносець, 1 гідроавіаносець, 3 важкі крейсери) з Японії до Мікронезії. Під час переходу японське з'єднання тричі зустрічало ворожі підводні човни та один раз було атаковане (невдалий торпедний залп по авіаносцю «Дзуйхо»), проте 15 липня успішно дісталось до атола Трук у центральній частині Каролінських островів (тут ще до війни створили потужну базу японського ВМФ, з якої до лютого 1944-го провадились операції в цілому ряді архіпелагів).
19—21 липня Ойодо (а також ще 3 важкі та 1 легкий крейсер, гідроавіаносець та 5 есмінців) пройшли з Труку до Рабаулу, проте не з метою проведення бойової операції, а доправляючи туди прийняті на борт війська. 24—26 липня майже весь цей загін (і Ойодо в тому числі) повернувся на Трук.
У середині вересня 1943-го американське авіаносне з'єднання здійснило рейд проти зайнятих японцями островів Гілберта (лежать південніше від Маршаллових островів). У відповідь 18 вересня з Труку на схід вийшли значні сили, а 19 вересня за ними пішов Ойодо, який ескортував легкий авіаносець. Японці попрямували до атола Еніветок (крайній північний захід Маршаллових островів), проте в підсумку так і не вступили в контакт з союзними силами та 25 вересня повернулись на базу.
На початку жовтня 1943-го американське авіаносне з'єднання завдало удару по острову Уейк (північніше від Маршаллових островів) без жодної істотної реакції ворожого флоту. Зате за кілька тижнів японці на основі радіоперехоплення вирішили, що готується нова атака на Уейк, і 17 жовтня вислали з Труку до Еніветоку головні сили (3 авіаносці, 6 лінкорів, 8 важких крейсерів та інші кораблі), разом з якими прямував і Ойодо. Цей флот кілька діб безрезультатно очікував ворога, при цьому 23 жовтня Ойодо виходив у район на південний захід від Уейка, де, зокрема, врятував екіпаж розвідувального літака. У підсумку 26 жовтня флот повернувся на Трук.
З 6 грудня 1943-го Ойодо вважався за флагман Третього флоту, до якого належали ударні авіаносні сили Імперського флоту.
30 грудня 1943-го Ойодо разом зі ще одним легким крейсером та есмінцем вийшли в рейс з Труку до Кавієнга (друга за значенням японська база у архіпелазі Бісмарка на північному завершенні острова Нова Ірландія), маючи за мету доставку підкріплень, зокрема, Ойодо перевіз туди п'ять сотень бійців та кілька гармат. 1 січня невдовзі після відплиття Ойодо та есмінець «Акідзукі» потрапили під атаку літаків з двох американських авіаносців. У крейсер досягли прямого влучання, проте боєприпас не здетонував. Крім того, Ойодо зазнав незначних пошкоджень від близьких вибухів, а на кораблі загинуло 2 члени екіпажу. 2 (за іншими даними — 3) січня в районі на північний захід від Кавієнгу ці кораблі зустрілись із транспортом «Кійосумі-Мару», пошкодженим від атаки підводного човна й узятим на буксир легким крейсером «Нака», а потім і есмінцем «Танікадзе». «Ойодо» та «Акідзукі» певний час забезпечували ескорт, втім, існують дані, що цей крейсер також залучали до проведення транспорту на буксирі. У підсумку 8 січня «Кійосумі-Мару» вдалось дотягнути Труку, втім, Ойодо прибув сюди вже 4 січня.
Станом на початок лютого 1944-го японське командування вже розуміло, що Трук втратив своє значення, і подальше базування тут значних сил наражає їх на небезпеку. Як наслідок, майже всі великі кораблі вивели звідси, зокрема 10—16 лютого Ойодо та 5 есмінців супроводили до Йокосуки загін із лінкора та 2 легких авіаносців (а база на Труці 17 лютого стала ціллю для руйнівного рейду американського авіаносного з'єднання).
19—22 лютого 1944-го Ойодо пройшов з Йокосуки на Сайпан (Маріанські острови), куди доставив авіаційні торпеди та інші припаси, після чого вирушив назад та 26 лютого був у Йокосуці.
Протягом березня 1944-го крейсер проходив ремонт і модернізацію, під час якого його обладнали під виконання функцій флагманського корабля командувача Об'єднаного флоту (головний компонент Імперського флоту). Цьому сприяло те, що за первісним проєктом Ойодо мав нести 6 розвідувальних гідролітаків, проте тепер на кораблі залишили два. Великий ангар, призначений для розміщення гідропланів, переобладнали для проживання екіпажу, а частину стандартних кают останнього віддали під розміщення штабного персоналу. Крім того, знову підсилили зенітне озброєння, додавши шість строєних і 11 одинарних установок 25-мм автоматів. До початку жовтня 1944-го Ойодо перебував у водах Японії, при цьому 29 вересня штаб Об'єднаного флоту все-таки перемістили з крейсера до підземних сховищ біля Йокогами.
11—12 жовтня 1944-го Ойодо в супроводі двох есмінців пройшов з Токійської затоки до Внутрішнього Японського моря. Цей загін на переході був атакований американським підводним човном, який випустив шість торпед, проте не зміг поцілити крейсер (одна з торпед пошкодила есмінець «Фуюдзукі», який, втім, уже через місяць зміг повернутись до виконання бойових завдань).
Невдовзі союзники розпочали вторгнення на Філіппіни і 20 жовтня 1944-го Ойодо, ще 2 легкі крейсери та 8 есмінців вийшли з Японії на південь для супроводу з'єднання адмірала Одзави, яке включало 4 авіаносці та 2 переобладнані лінкори-авіаносці. Всі вони разом мали тільки сотню літаків, при цьому головною метою загону Одзави було відволікання на себе основних сил супротивника, щоб дозволити з'єднанню адмірала Куріти, яке рухалось через внутрішні моря Філіппін, атакувати транспорти вторгнення. 25 жовтня головні сили Одзави були знищені у Філіппінському морі в битві біля мису Енгано. Вранці Ойодо зазнав пошкоджень від двох близьких вибухів, а потім був уражений бомбою в одне з котельних відділень. Втім, це не завадило адміралу Одзаві за дві години по тому перейти з важко пошкодженого авіаносця на Ойодо. Залишки японського з'єднання почали відходити на північ, при цьому Ойодо під час наступних атак дістав додаткові пошкодження від влучання двох ракет і близьких вибухів. Ще за кілька годин від есмінців, які рятували моряків з потоплених авіаносців, надійшло повідомлення про появу на місці бою ворожих крейсерів та есмінців. Одзава наказав змінити курс та прямувати назустріч американським кораблям. Втім, незадовго до опівночі загін Одзави, який так і не зміг вступити в контакт із ворожими силами, знову розвернувся та попрямував на північ. 27 жовтня він прибув на острів Амаміосіма (центральна частина архіпелагу Рюкю), де Одзава перейшов з Ойодо на лінкор-авіаносець «Ісе».

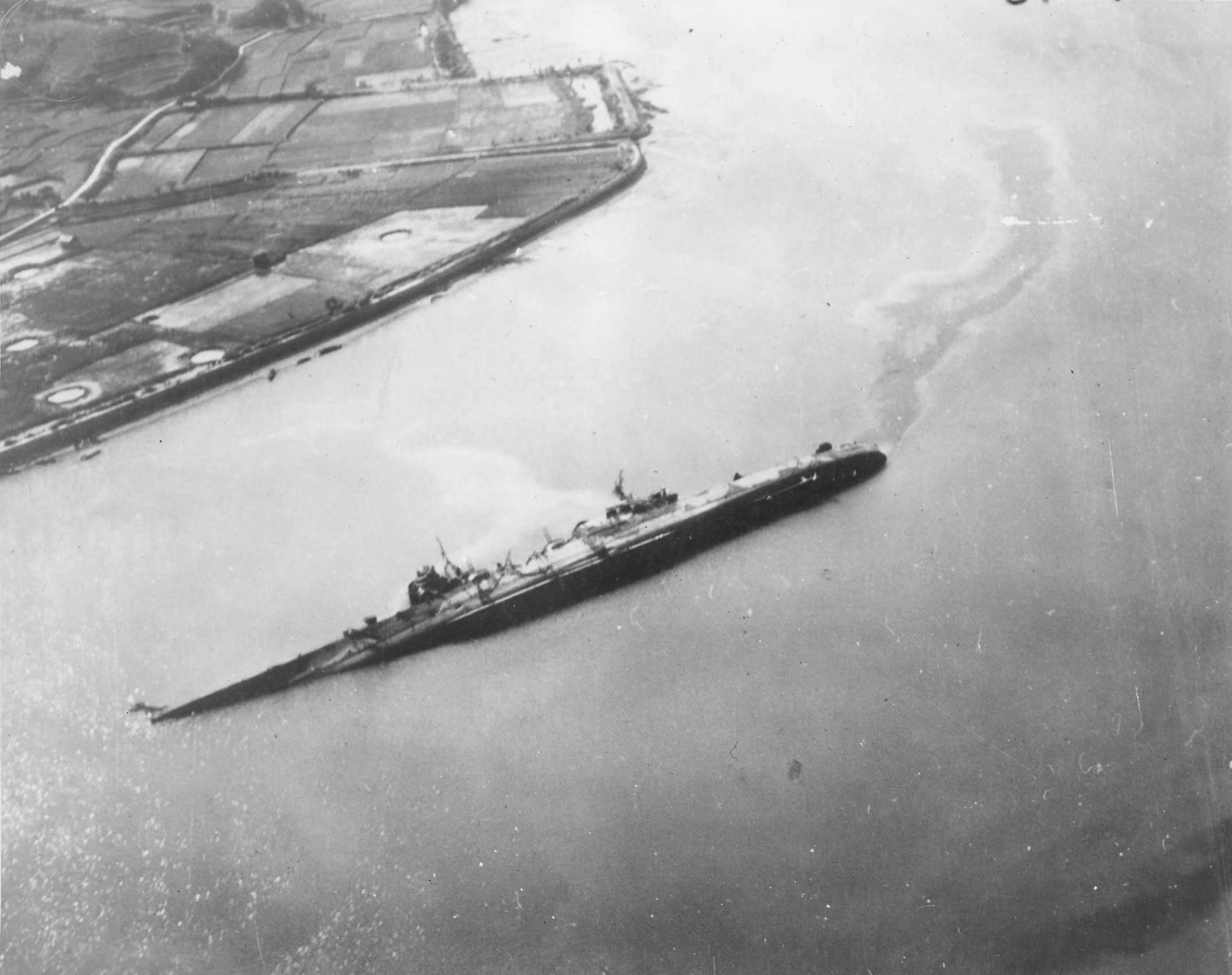
«Ойодо» ліг на борт після бомбардування

29 жовтня 1944-го Ойодо відокремився від сил Одзави та вирушив з транспортною місією до Маніли, куди прибув 1 листопада. Після цього він 4—8 листопада пройшов до Брунею, де після битв кінця жовтня перебували залишки головних сил японського флоту.
17—18 листопада 1944-го Ойодо супроводив лінкор та 2 важкі крейсери до островів Спратлі, де вони зустрілися з лінкорами-авіаносцями з колишнього загону Одзави. Після цього всі вони 20 листопада рушили в район Сінгапура та 22 числа прибули на якірну стоянку Лінгга.
12 грудня 1944-го Ойодо разом з важким крейсером «Асігара» вирушили до в'єтнамського узбережжя, де певний час перебували в окремих портах — якщо «Асігара» одразу попрямував до Камрані (Центральний В'єтнам), то Ойодо з 14 грудня перебував у Кап-Сен-Жак (наразі Вунгау) на півдні узбережжя. 24 грудня Ойодо також пройшов у Камрань, де збирався загін для рейду на острів Міндоро (дещо південніше від Маніли), де 15 грудня висадився ворожий десант. Того ж 24 грудня Ойодо, «Асігара» та 6 есмінців полишили Камрань. Ввечері 26 грудня на підході до плацдарму японський загін потрапив під удари авіації й Ойодо поцілили двома 224-кілограмовими бомбами, проте одна не здетонувала, а друга завдала лише незначних пошкоджень. У ніч проти 27 грудня японці атакували район висадки. Торпедні атаки есмінців по транспортах виявились безрезультатними, а от артилерійський вогонь, до якого долучився й Ойодо, викликав велику пожежу серед матеріальних засобів, вивантажених на острів. Осколками снарядів пошкодило корабель типу «Ліберті» James H. Breasted, який пізніше був помилково бомбардований своїми літаками та став остаточною втратою (втім, з судна встигли висадити всіх десантників, що перебували на борту). Після цього японський загін рушив назад і 28 грудня досягнув Камрані. 29 грудня 1944 — 1 січня 1945 Ойодо, «Асігара»  та 2 есмінці пройшли до Сінгапура.

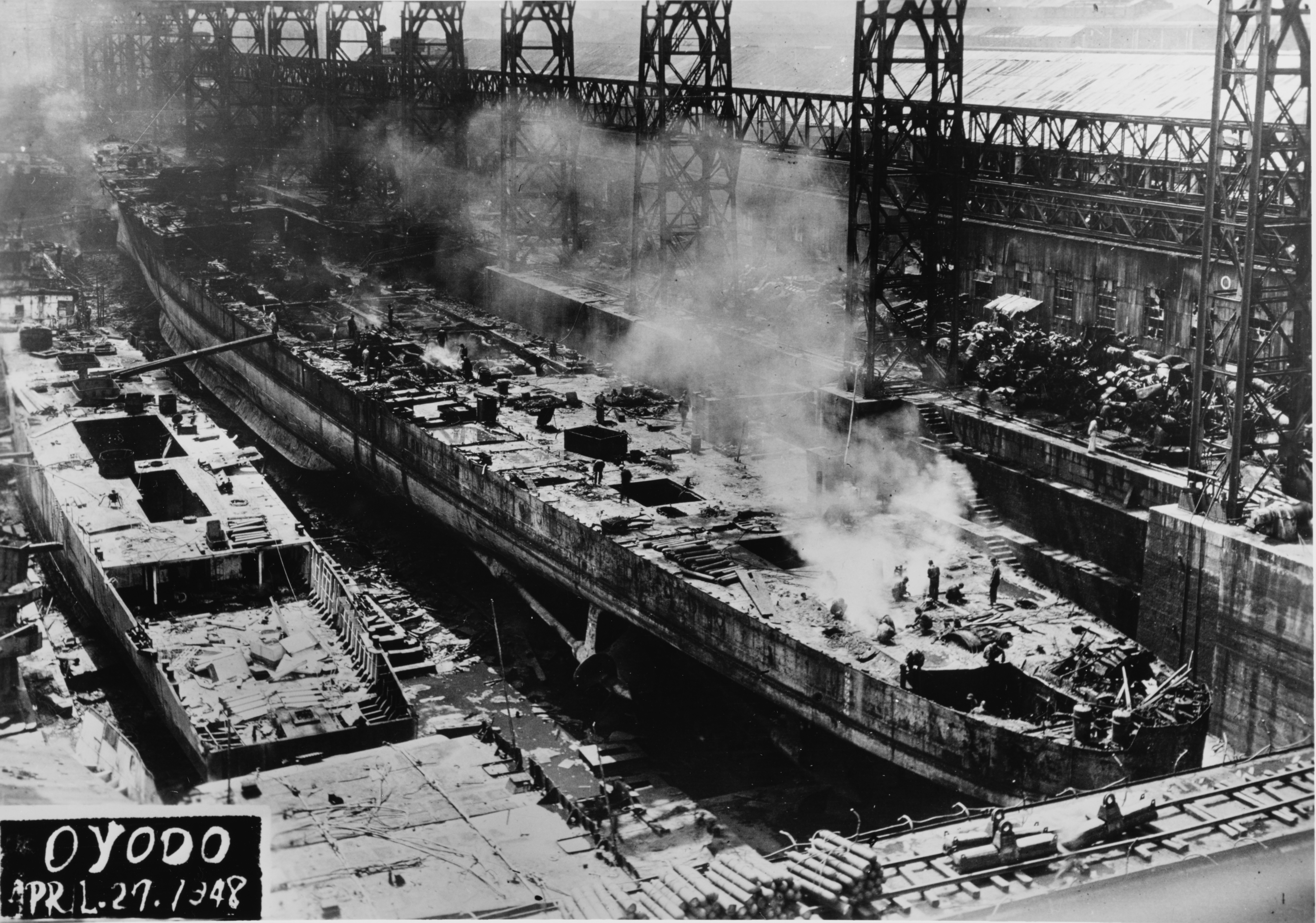
«Ойодо» під час розбирання на брухт

З 9 по 29 січня 1945-го Ойодо пройшов у Сінгапурі ремонт, після чого прямував на якірну стоянку Лінгга. 6 лютого він повернувся в Сінгапур, разом з 3 есмінцями ескортуючи 2 лінкори-авіаносці, які вирішили спробувати перебазувати до Японії. Завантаживши різноманітні матеріальні ресурси, загін 10 лютого почав перехід. Увечері 15 лютого він досягнув островів Мацзу біля узбережжя материкового Китаю в північній частині Тайванської протоки, а за кілька годин рушив далі. Ввечері 16 лютого кораблі були на островах Чжоушань поблизу Шанхаю, звідки рушили далі лише вранці 18 лютого і того ж дня досягли району Сачхона на півдні Корейського півострова. 19—20 лютого загін здійснив завершальний перехід до Куре. Під час переходу його зустріли 1 британський та 4 американських підводних човни, деякі з них провели торпедні атаки, проте не досягнули успіху.
Останні кілька місяців Ойодо провів у Куре. 19 березня 1945-го ця база вперше стала ціллю для американського авіаносного з'єднання. Під час атаки Ойодо зазнав трьох прямих влучань 224-кг бомбами (в тому числі в одне з машинних відділень) та зазнав додаткових пошкоджень від близьких вибухів, загинуло 52 моряки. Після цього крейсер відбуксирували та посадили на мілину, але з 23 березня перевели для докового ремонту. 4 травня Ойодо полишив док та був розміщений у районі Етадзіми (дещо західніше від Куре) як плавуча батарея.
24 липня 1945-го внаслідок нових повітряних атак Ойодо поцілили п'ятьма 224-кілограмовими бомбами, він зазнав пошкоджень від близьких розривів та обстрілу. 28 липня крейсер уразили ще чотирма бомбами, Ойодо почав набирати воду в корпус та в підсумку ліг на борт на мілководді. Під час цих липневих атак на кораблі загинуло 223 моряки.